# جيني هيرش
جيني هيرش (بالألمانية: Jenny Hirsch) (و. 1829 – 1902 م) هي لغوية، ومترجمة، وسياسية، وكاتِبة ألمانية، ولدت في تسيربست، توفيت في برلين، عن عمر يناهز 73 عاماً.